# 도초고등학교
도초고등학교(都草高等學校)는 대한민국 전라남도 신안군 도초면 수항리에 있는 공립 고등학교이다.

## 학교 연혁
- 1953년 4월 1일 : 도초고등공민학교 개교(9학급)
- 1964년 3월 15일 : 도초고등공민학교 제9회 졸업(총 졸업생 수 193명)
- 1978년 1월 31일 : 도초고등학교 설립 인가(9학급)
- 1978년 3월 17일 : 개교
- 1999년 9월 1일 : 도초중.고등학교 통합 운영
- 2008년 9월 24일 : 교육과학기술부 선정 기숙형 고교(2010학년도부터 시행)
- 2010년 9월 1일 : 도지정 자율학교 운영
- 2014년 3월 1일 : 도지정 거점고등학교 운영
- 2021년 3월 1일 : 유네스코학교, 전남혁신학교 운영
- 2023년 3월 1일 : 고교학점제 준비학교 운영
- 2024년 3월 1일 : 제18대 전인재 교장 부임
- 2024년 3월 4일 : 교육부 공모 전국 자율형 공립고2.0 선정
- 2025년 1월 10일 : 제45회 졸업(졸업생 44명) 졸업생 총수 3,636명
- 2025년 3월 4일 : 신입생 53명 입학

## 참고 자료
- 도초고등학교 - 한국교육학술정보원 학교알리미